# لورنس س. إكلوند
لورنس س. إكلوند (بالإنجليزية: Laurence C. Eklund)‏ هو صحفي أمريكي، ولد في 16 مايو 1905، وتوفي في 20 يونيو 2002.